# سیارک ۴۷۹۷
سیارک ۴۷۹۷ (به انگلیسی: 4797 Ako، نامگذاری:1989SJ) چهار هزار و هفتصد و نود و هفتمین سیارک کشف شده‌است که در ۳۰ سپتامبر ۱۹۸۹ کشف شد.
قدر مطلق سیارک برابر ۱۲٫۵۰ است.